# CD++Builder
 (août 2009).
Si vous disposez d'ouvrages ou d'articles de référence ou si vous connaissez des sites web de qualité traitant du thème abordé ici, merci de compléter l'article en donnant les références utiles à sa vérifiabilité et en les liant à la section « Notes et références ».
CD++Builder est un plugin pour le logiciel Eclipse qui permet aux développeurs de créer, modifier ou consulter des projets de simulation CD++ dans un environnement de développement intégré (IDE). L'outil, mis en œuvre avec Eclipse, fournit un IDE où l'on peut créer, ouvrir et enregistrer des projets. Il permet l'édition de fichiers relatifs à CD++ ainsi que le développement de projets multiples.

## Présentation
CD++Builder est essentiellement une interface graphique pour CD++, une boîte à outils pour la modélisation et la simulation DEVS et Cell-DEVS. CD++Builder utilise Eclipse et sa plate-forme de développement de plugin pour fournir un environnement rendant simple et facile l'utilisation de CD++. Il offre ainsi beaucoup de fonctionnalités comme un éditeur avec coloration syntaxique, il supporte l'édition de fichier C++, il permet l'importation et l'exportation de données, et il a une interface utilisateur graphique pour les outils CD++. Toutefois, bon nombre des outils conviviaux d'Eclipse permettent de développer énormément de choses dans son environnement.
Est aussi inclus un support pour le C++ qui permet aux utilisateurs d'éditer des fichiers C++ ayant contribué à un projet CD++. La création, la visualisation et l'édition de toutes sortes de fichiers C++ se font dans un éditeur de texte avec un système de coloration syntaxique (le support pour l'édition du C++ est obtenu grâce au projet CDT d'Eclipse) et la compilation de ces fichiers s'effectue avec make (qui doit être installé avec Cygwin).
CD++Builder contient tous les outils potentiellement utilisés dans un projet CD++, de la boîte à outils CD++ aux outils de l'environnement d'Eclipse. Dans Eclipse, une perspective définit un ensemble d'éditeurs et de vues organisé selon une mise en page par défaut, pour un rôle ou une tâche particulière. Une perspective CD++Builder est fournie par défaut pour supporter un environnement CD++. Le plugin CD++Builder  doit être installé pour utiliser ses caractéristiques.
Il existe un installateur pour Windows, basé sur NSIS, qui contient tous les éléments nécessaires à savoir le JDK 1.6, Cygwin 2.125.2.10, Eclipse 3.4, CD++Builder 1.1.0 et une documentation décrivant les différentes étapes de l'installation ainsi que les configurations à effectuer.